# タツノコ VS. CAPCOM
『タツノコ VS. CAPCOM』（タツノコ バーサス カプコン）は、カプコンが開発した対戦型格闘ゲーム。通称「タツカプ」。
2008年12月11日に『タツノコ VS. CAPCOM CROSS GENERATION OF HEROES』（タツノコ バーサス カプコン クロス ジェネレーション オブ ヒーローズ）がアーケードおよびWiiにて同日に稼動・発売開始し、後の2010年1月にWiiにてアレンジ版である『TATSUNOKO VS. CAPCOM ULTIMATE ALL-STARS』（タツノコ バーサス カプコン アルティメット オールスターズ）が世界各国で発売された。

## 概要
数多くのアニメ作品を手がけてきた竜の子プロダクション（現・タツノコプロ。以下も同様）のキャラクターと、対戦型格闘ゲームの老舗であり多数の作品を世に送り出してきたカプコンのキャラクターとのクロスオーバー・バトル。
本作は、『CAPCOM VS. SNK 2 MILLIONAIRE FIGHTING 2001』から約7年振りの『VS.シリーズ』であり、システムデザインは「エリアルレイヴ」や派手な演出などマーベル・コミックとのシリーズの流れを汲んでいる。
またこれまでのVS.シリーズは、ドット絵による2Dキャラクターの2D格闘ゲームだったが、本作では『ストリートファイターIV』と同様に、ポリゴンによる3Dグラフィックキャラクターの横スクロール格闘ゲームとなっている。

## タツノコ VS. CAPCOM CROSS GENERATION OF HEROES
竜の子プロダクションとカプコンとの夢の競演として、2008年5月23日に紙面やWeb上などで公式発表され、同年12月11日に稼動、発売開始。アーケード版と家庭用版が同日に解禁されることとなった。
アーケード版はプレイ解禁日が家庭用版と同じにもかかわらず使用可能なキャラクターが家庭用版より少なかったが『ストリートファイターIV』や『Fate/unlimited codes』などと共に、対戦型格闘ゲームの全国大会「闘劇'09」の種目の一つに選ばれた。部品調達難に伴い、2019年2月28日をもって修理サポートが終了した。
Wii版ではアーケードモードのエンディング後にアニメーションムービーが追加された他、キャラクターごとにオリジナルゲームが用意されている。WiiリモコンやWiiリモコン+ヌンチャクでの操作時はボタンひとつで簡単に必殺技が出せる他、クラシックコントローラやゲームキューブコントローラ、およびエクサーより発売された専用のアーケードスティックを使うことで、アーケード版と同様の操作方法でプレイすることもできる。

## TATSUNOKO VS. CAPCOM ULTIMATE ALL-STARS
『ULTIMATE ALL-STARS』は、Wii版『CROSS GENERATION OF HEROES』の欧米市場向けのアレンジ版として製作された作品。本来は日本国外のみの発売の予定であったが、後に日本国内でも発売することとなった。
先着特典はヴォーカル曲を収録したオリジナルCD「VOCAL TRACKS」。カプコンオフィシャルショップ「イーカプコン」限定先着特典は特製小冊子「カプコンシークレットファイル Vol.27」。
欧米でのイベントにおいて各媒体社よりベストファイティングゲーム賞を受賞する。
『CROSS GENERATION OF HEROES』からの変更点は以下の通り。
主な追加要素
- ニンテンドーWi-Fiコネクションによるオンライン対戦を実装。
- 下記の新プレイヤーキャラクター5人と新ステージの追加。
- シューティングゲーム「TATSUNOKO VS. CAPCOM ULTIMATE ALL-SHOOTERS」の追加。

その他の変更点
- 国外における権利関係から、ハクション大魔王は登場しない。
- オープニングムービーの変更。それに伴い、主題歌が前作主題歌のアレンジ版「across the border 2010」に変更。前作オープニングムービーはギャラリーに収録されている。
- エンディングアニメの廃止。また、エンディングアートが『UDON ENTERTAINMENT』によるものに変更。
- キャラクターの固有BGMの廃止。対戦中のBGMはキャラクターではなくステージごとに設定される。
- オリジナルゲームの廃止。
- ゲームバランスの調整。
- コンピューターのアルゴリズムの強化。
- アーケードモードのゴールドライタン戦およびPTX-40A戦がSTAGE7からSTAGE4に変更。
- キャラクターカラーが4色に増加。

## システム
システムは『MARVEL VS. CAPCOM』（以下『MvC』）以来の、2on2のタッグバトルを適用。またボタン操作は、パンチとキックの区別の無い弱・中・強の攻撃ボタン+交代ボタンの4ボタン形式になっている。Wiiリモコン単体、およびWiiリモコン+ヌンチャクでの操作時には攻撃がボタン1つに統合されるため、弱・中・強を使い分けることができない代わりに、ボタン連打のみでチェーンコンボが出せる。

### 旧作から継承したシステム
通常投げ・投げ抜け
相手近くでレバーを入れた状態で強攻撃。本作の投げは掴みモーション（および失敗時のスカりモーション）は出ず、コマンド成立後瞬時に投げが発生し、投げられない時はそのボタンの通常技が出るようになっている。
通常投げで、コマンドが成立してから実際に投げに移行するまでの間に、受けた側が通常投げと同じコマンドを入力すると投げ抜けができる。これは技後の硬直中など（例：昇龍拳の着地のスキ）などでも可能（地上投げ・空中投げを問わず）。
ハイジャンプ
素早くレバー下→上と入力することで発動する、通常よりも高度の高いジャンプ。巨大キャラクターであるゴールドライタンとPTX-40Aは使用不可。
チェーンコンボ
弱攻撃→中攻撃→強攻撃の順に通常技をつなぐことができる。また、立ち→しゃがみの順に同威力の技をつなぐことも可能（立ち中攻撃→しゃがみ中攻撃など）。
Wiiリモコン単体、およびWiiリモコン+ヌンチャクでの操作時には、攻撃ボタン連打が自動的にチェーンコンボへとつながる。
エリアルレイヴ
上空へ打ち上げた相手を追撃するコンボ。全キャラクター共通で右斜め下+強ボタンがエリアル開始攻撃となり、打ち上げた相手をレバー上で追うことができる。
アドバンシングガード
ガード中に攻撃ボタン3つを同時押しすることで発動。相手を押し返して間合いを作る。さらに本作から初段以降の連続ヒットする攻撃の削りダメージを無効にすることが可能になった。
ハイパーコンボ
ハイパーコンボゲージを1ゲージ使用して繰り出す強力な超必殺技。必殺技からキャンセルで出すことが可能（ハイパーキャンセル）。ゲージストック数は『MARVEL VS. CAPCOM 2』同様、最大5ゲージまで可能。
LV3専用ハイパーコンボ
ハイパーコンボゲージを3ゲージ使用して繰り出す、より強力な超必殺技。従来作では一部のキャラクターが使用できたが、本作では全キャラクターに1種類は標準装備されている。ただし連続技に組み込むと、補正がかかり大幅にダメージが低下する。
なお、ほとんどのものが成立時に相手を拘束（ロック）して専用の演出に移行する技となっている。
スナップバック
ヒット時に相手キャラクターを強制的に交代させる。固有技として存在した前作と異なり、本作では特定の攻撃（ゴールドライタンの強・空母割りなど）に付与される特殊な性能という位置付けになった。
ヴァリアブルアシスト
レバーニュートラル状態で交代ボタンを押すと発動。控えのキャラクターが自キャラクターの前に現れ、固有の攻撃を繰り出した後に去っていく。前作同様、控えキャラクターのライフバーに使用可能表示が出ていなければ発動できない。
ヴァリアブルカウンター
ガード中にレバー前+交代ボタンで発動。控えのキャラクターがカウンター攻撃を繰り出しつつ交代する。
ヴァリアブルコンビネーション
ハイパーコンボコマンド+交代ボタンで発動。パートナーと同時にハイパーコンボを発動する。
ディレイドハイパーコンボ
ハイパーコンボ中の特定のタイミングで、パートナーのハイパーコンボコマンドを入力することで発動。ハイパーコンボを中断して交代しつつ、控えのキャラクターのハイパーコンボを発動させる。

### 本作からの新システム
メガクラッシュ
4ボタン全押しで発動。ゲージ2つと若干の体力を消費。全身から衝撃波を発生させ相手を吹き飛ばす、いわゆる緊急回避的な技。自身が攻撃を受けているときでも発動可能で、相手のコンボ中などに使用するとコンボを中断させられる。
ロケーションテストでは衝撃波を発生させた後相手に攻撃する「メガクラッシュ・アサルト」となっていたが、製品版では性能が変更され、名前も変更された。
バロックコンボ
交代+攻撃ボタンで発動。体力の赤ゲージ部分を消費。行動をキャンセルし、新たにコンボを繋げることができる。赤ゲージの量に応じて威力が変化する。
ヴァリアブルエアレイド
空中で波動コマンド+交代ボタンで発動。相手キャラクターに当たるとパートナーキャラクターと交代できる。主にエリアルレイヴ中に発動し、交代したキャラクターでエリアルレイヴを持続して使用する。『ULTIMATE ALL-STARS』では使用するとコンボ補正（コンボが続くと攻撃力が減少するシステム）が途切れるようになった。

## ゲームモード
アーケード版『CROSS GENERATION OF HEROES』ではアーケードおよびバーサスのみがプレイ可能。
アーケード
全8戦のCPU戦を勝ち抜いていくモード。第7戦目（『ULTIMATE ALL-STARS』では第4戦目）は巨大キャラクター（プレイヤーが1人目に選択したキャラクターがタツノコキャラクターの場合はPTX-40A、カプコンキャラクターの場合はゴールドライタン）、第8戦目はボスキャラクターである常闇ノ皇と対戦する。エンディングを見られるのは常闇ノ皇にとどめを刺したキャラクター1人のみ。『ULTIMATE ALL-STARS』ではCPUの思考パターンが見直され、より手強くなっている。また、エンディングのイラストがUDONのものに一新された。
バーサス
2人用の対人戦モード。CPU相手の1人プレイはできない。
サバイバル
チームの体力が尽きるまで、CPU戦を続けるモード。
タイムアタック
全8試合をクリアするまでの早さを競うモード。第4戦目と8戦目は巨大キャラクターとの対決。
トレーニング
自分好みの練習ができるモード。
プレイデータ
アーケードなどの戦績や、キャラクター使用率などを確認できるモード。
オプション
ゲーム設定を変更できるモード。デフォルトではオートセーブがオフになっているため、ここでセーブする必要がある。
ショップ
ドロンボー一味が経営する「ショップドロンボー」。アーケード、サバイバル、タイムアタック、オリジナルゲームで獲得したゼニー（お金）と引き換えに、キャラクターやオリジナルゲームなどを購入することができる。カプコンキャラクターは3Pカラー（『ULTIMATE ALL-STARS』ではタツノコ、カプコンキャラクターは3、4Pカラー）を購入することもできる。
ギャラリー
ショップで購入したギャラリーを閲覧できるモード。
オリジナルゲーム
『CROSS GENERATION OF HEROES』のみ。キャラクターごとに用意されている様々なミニゲームをプレイできるモード（個々のオリジナルゲームに関しては後述）。このモードのみ、最大4人でプレイすることができる。いずれもWiiリモコンのみでプレイするため、ヌンチャクやクラシックコントローラ、ゲームキューブコントローラを接続していると、警告が出て先に進めない。デフォルトで用意されているのは、大鷲の健、キャシャーン、テッカマン、リュウ、春麗、バツの6キャラクターのみで、その他はショップで購入する必要がある。
ニンテンドーWi-Fiコネクション
『ULTIMATE ALL-STARS』で追加。ニンテンドーWi-Fiコネクションでオンライン対戦ができるモード。
エキストラゲーム
『ULTIMATE ALL-STARS』で追加された隠しモード。『TATSUNOKO VS. CAPCOM ULTIMATE ALL-SHOOTERS』をプレイできる。詳細は後述。

## 登場キャラクター
以下、括弧内は登場作品。なお、キャッチコピーは本作独自のもの。

### タツノコプロ

#### アーケード版からの登場キャラクター
大鷲の健（科学忍者隊ガッチャマン）
声：森功至
キャッチコピー：飛翔する白影 / オリジナルゲーム：ギャラクター基地・強襲作戦
ジャンプの性能が高く、空中で各種必殺技を2回まで出すことができるなど、空中戦に特化した性能となっている。
LV3ハイパーコンボは「科学忍法 火の鳥」。本来は5人でしか発動できない大技である。
キャシャーン（新造人間キャシャーン）
声：小野大輔
キャッチコピー：破壊の電光 / オリジナルゲーム：疾風フレンダーの特訓
攻撃力と体力が高いが、リーチが短く全体的に隙が大きい。また、カタパルトニーという技表に載っていない技を持つ。
技によって相棒のフレンダーも登場する。
LV3ハイパーコンボ「超破壊光線」はやや弾速が遅い。
テッカマン（宇宙の騎士テッカマン）
声：森功至
キャッチコピー：天駆ける騎士 / オリジナルゲーム：ワルダスター円盤大襲来!
全体的にリーチが長く攻撃力も高いが、鈍重で隙が大きい。テックウィンを使ったアシスト能力が強力。テックランサーのない状態では一部の必殺技が変化する。
LV3ハイパーコンボ「スペースナイツフォーメーション」はペガスに乗り、テックランサー、テックウィンで総攻撃をかけるという技。
ヤッターマン1号（タイムボカンシリーズ ヤッターマン）
声：喜多村英梨
キャッチコピー：色あせぬ正義の心 / オリジナルゲーム：ヤッターワンチキンレース
攻撃力は低いもののリーチが長く隙の少ない攻撃を数多く持つ。
LV3ハイパーコンボ「今週のビックリドッキリメカ」はヤッターワンの場合はワニメカ、ヤッターペリカンの場合はアヒルメカが放出される。春麗のアニメーションムービーでは、春麗型のメカも登場している。
2Pカラーを選択した場合、ハイパーコンボで登場するヤッターワンがヤッターペリカンに変わり、ヤッターマンのボイスなども変化する（『ULTIMATE ALL-STARS』では、ヤッターマン2号登場に伴いヤッターワンで固定となっている）。
本作のヤッターマンはリメイク版ではなくオリジナル版に準じて作られており、ヤッターワンやヤッターペリカンもオリジナル版のデザインで登場する。
ゴールドライタン（黄金戦士ゴールドライタン）
声：二又一成
キャッチコピー：金色の戦士 / オリジナルゲーム：輝け!ゴールドライタン
体が大きいため（原作の設定ではライタンの身長は30m）、タッグを組まずに単体で戦う。動きは緩慢だが常にスーパーアーマー状態であり、ほとんどの攻撃を受けてもひるまない。だが、通常の投げは無効だがコマンドの投げ技（例：アレックスのパワーボム）や、各種LV3ハイパーコンボなどのいわゆる「ロック技」は通用する。後述のPTX-04Aに比べ、接近戦に富んでいる。
『ULTIMATE ALL-STARS』では各種技の判定や性能が大きく強化されている。特に「ゴールドクエイク」は地面にも判定が出るようになった。
LV3ハイパーコンボは「ゴールドフィンガークラッシュ」（2Pカラー時は「シルバーフィンガークラッシュ」）。LV1ハイパーコンボ「ゴールドクラッシュ（シルバークラッシュ）」からの派生技。
2Pカラーを選択した場合は名称が変わり、「シルバーライタン」となる（技名、ボイス、キャラクターイラストも変わる）。
ポリマー（破裏拳ポリマー）
声：安井邦彦
キャッチコピー：咆哮する紅拳 / オリジナルゲーム：地下基地を破壊せよ
リーチが短く移動も遅いものの、コンボにおける攻撃力が高い。ハイパーコンボ「転身ポリマードリル」は発生が遅いが、威力、削り共に高い上に長時間発動する。
LV3ハイパーコンボ「必殺・幻影破裏拳」は、唯一他のキャラクターと発動条件が異なり、ゲージを3本以上溜める以外に、必殺技「嵐の構え」を3回以上発動させ、ポリマーマークを3つ点灯させなければならない。
ドロンジョ（タイムボカンシリーズ ヤッターマン）
声：小原乃梨子
キャッチコピー：悪の華（はな）/ オリジナルゲーム：ドロンボー危機一髪だコロン!
ボヤッキー（声：八奈見乗児）、トンズラー（声：たてかべ和也）とセットで三悪として登場。プレイヤーキャラクターの中では唯一の悪役だが、カプコンキャラクターのエンディングムービーでは彼らと親しくなっているものが多い。
Wii版のメニュー画面では彼女たちが案内役を務めているほか、スタッフロールでは、彼女たちの自転車を操作してポイントを集めるミニゲーム（内容は下記のオリジナルゲームに近い）をプレイすることができる。
ヤッターマン1号同様に、デザインはオリジナル版に準じたものになっている。
ボヤッキーとトンズラーを出現させる必殺技を持ち、トリッキーな立ち回りが可能。ただしどちらかのキャラクターが画面に出ている間はハイパーコンボを放つことができない。
LV3ハイパーコンボは「悪乃華」。3人乗り自転車で逃げる途中に炸裂するドクロベエの「ママより怖いおしおき」に相手を巻き込む技だが、ドロンジョが爆発でダメージを受けることはない。
鴉（鴉 -KARAS-）
声：遠藤大智
キャッチコピー：闇夜の番人 / オリジナルゲーム：斬 濡女
リーチが長く隙の少ない技を多く持ち、特に攻勢に回った時のラッシュ力は他キャラクターと一線を画す。ただし体力が全キャラクター中最も低い。
LV3ハイパーコンボは「飛影残月」。原作の第一話で見せた斬撃がモチーフとなっている。
原作の設定では鴉自体は複数存在しており、加えて本作の鴉は、原作の鴉・乙羽と同一人物であることを言及する台詞が無く、乙羽とは人格や担当声優も異なる（原作では和田聰宏）ため、正体不明となっている。
白鳥のジュン（科学忍者隊ガッチャマン）
声：杉山佳寿子
キャッチコピー：夢幻の白鳥 / オリジナルゲーム：G3号の飛空テスト
地上、空中を問わず機動力が高く、設置系の必殺技により特殊なコンボが可能。
LV3ハイパーコンボは「科学忍法 火の鳥」。健のものとは性能が異なる。
彼女のエンディングは『ストリートファイターII』シリーズの春麗のエンディングのように二択が入っており、「ふつうの女の子に戻る」と「全ての悪を殲滅する」のどちらかを選ぶことで内容が変化する（アニメーションムービーは共通）。

#### Wii版追加キャラクター
ハクション大魔王（ハクション大魔王）
声：大平透
キャッチコピー：格闘はかなわんよ / オリジナルゲーム：算数は苦手でごじゃるの話
開発スタッフいわく、温厚な魔王が人を殴るのには抵抗があるため、魔王が戦うのは彼の意思ではなくマジックハンドの暴走のせいである、という設定になっている。ただし、中には魔王自ら攻撃を行う技も存在する。アレックスと同様、スナップバックが使用可能なキャラクター。
LV3ハイパーコンボは「どうせならもっと吸引」。
上述の版権事情のため『ULTIMATE ALL-STARS』には唯一登場しない。
イッパツマン（タイムボカンシリーズ 逆転イッパツマン）
声：加藤将之
キャッチコピー：逆転上等 / オリジナルゲーム：逆転ストライク王
遠近共にバランスのそろった使いやすいキャラクター。
LV3ハイパーコンボ「逆転王、見参!」では逆転王が出現し、自分で操作をする。唯一、画面奥からの攻撃が可能なキャラクター。

#### ULTIMATE ALL-STARS追加キャラクター
上述した版権事情でハクション大魔王が登場しないため、カプコン側より1人多い3人が追加されている。
テッカマンブレード（宇宙の騎士テッカマンブレード）
声：森川智之
キャッチコピー：神速の光刃
パワー、スピード、リーチを兼ね備えるが、必殺技やダッシュ性能の癖が強い。
ハイパーコンボ「ボルテッカ」はテッカマンと異なり斜め上に発射する。
LV3ハイパーコンボは「全方位超ボルテッカ」。この技を使用するとブラスター化する演出が入る。
コンドルのジョー（科学忍者隊ガッチャマン）
声：ささきいさお
キャッチコピー：復讐のアウトロー
科学忍者隊の中ではパワーに優れ、重い技を取り揃えるが反面機動力は低め。ヒーローではあるがダーティーな戦い方を好み、拳銃の使用もいとわない。
頻繁にバードミサイルを発射しようとしていた原作を反映し、ハイパーコンボ「バードミサイルをぶち込んでやる!」が存在する。
LV3ハイパーコンボは「科学忍法 竜巻ファイター」。健またはジュンが登場し、二人で繰り出す。
ヤッターマン2号（タイムボカンシリーズ ヤッターマン）
声：加藤英美里
キャッチコピー：シビれるキュートガール
通常技、必殺技共に癖が強く変則的なものが多い。
LV3ハイパーコンボは「今週のビックリドッキリメカ」。ヤッターマン1号のものとは性能が異なり、また常にヤッターペリカンが登場する。
ヤッターマン1号、ドロンジョ同様に、デザインはオリジナル版に準じたものになっている。
ハイパーコンボ「Feat.オモッチャマ」ではオモッチャマを呼び出し、共に攻撃を仕掛けてくれる。こちらもデザインはオリジナル版に準じている。

### カプコン

#### アーケード版からの登場キャラクター
リュウ（ストリートファイター）
声：高橋広樹
キャッチコピー：不尽の闘志 / オリジナルゲーム：特訓・灼熱波動拳
スタンダードな「波動昇龍タイプ」のキャラクター。
「上段足刀蹴り」が必殺技に採用されている（ただしコマンドが変更されている）など、性能は『ストリートファイターIII』のものに近い。ハイパーコンボ「真空波動拳」は威力こそ低いものの、発生が非常に早く、けん制から反撃まであらゆる面で役立つ。
LV3ハイパーコンボは「真・昇龍拳」。本作では発生が早く連続技に組み込みやすい上、『ストリートファイターIII』シリーズ同様にクリーンヒット時に追撃が可能となっており、前作や前々作よりも基本性能は大きく向上したものの反面、他のキャラクターのLV3ハイパーコンボよりも威力が低い。
春麗（ストリートファイターII）
声：折笠富美子
キャッチコピー：天裂く嵐脚 / オリジナルゲーム：春麗的彫刻製造術
機動力に優れたキャラクター。飛び道具「気功拳」も使えるが、ほかの飛び道具に比べると性能はやや地味。唯一三段ジャンプが可能なキャラクター。
『MvC』で使用していた「七星閃空脚」がLV3ハイパーコンボとして復活した。
バツ（私立ジャスティス学園）
声：檜山修之
キャッチコピー：燃える正義の拳 / オリジナルゲーム：バツ流ストリートダンス
「波動昇龍」キャラクターだが、リュウとは性能がやや異なる。
『私立ジャスティス学園』のシステム「愛と友情のツープラトン」がLV3ハイパーコンボとして採用されている（パートナーにより、繰り出すツープラトン技が異なる他、パートナーが既にKOされている場合は演出が変わる）。さらに「根性カウンター」も使用可能。
彼のエンディングでは、『燃えろ!ジャスティス学園』に登場したバーニングバツ誕生への経緯が描かれている。
アレックス（ストリートファイターIII）
声：安元洋貴
キャッチコピー：アート オブ パワー / オリジナルゲーム：スーパースロー
通常サイズキャラクターの中で唯一、二段ジャンプができない。投げ技の威力は高く、また通常サイズキャラクターの中で唯一スナップバックを持つ。
『ULTIMATE ALL-STARS』では攻撃力がさらに上昇している。
LV3ハイパーコンボは「ハイパーボム」。背後から仕掛けた場合、投げの形態が変化し、ダメージが大きくなるのは従来作と同じ仕様である。
モリガン（ヴァンパイア）
声：神宮司弥生
キャッチコピー：破戒の微笑 / オリジナルゲーム：ヒーローを落とせ!
「波動昇龍タイプ」のキャラクターだが、独特のダッシュ性能を持つ。
前作まであったハイパーコンボ「ソウルイレイザー」「シルエットブレイド」の2つが削除され、代わりにヴァンパイアシリーズでのEX必殺技「バルキリーターン」「フィニッシングシャワー」の2つが新たに採用された。また「ダークネスイリュージョン」（出現するのは分身ではなくリリス）はLV3ハイパーコンボに変更された。
灰燼の蒼鬼（新 鬼武者 DAWN OF DREAMS）
声：楠田敏之
キャッチコピー：闇薙ぐ一閃 / オリジナルゲーム：醍醐寺の死闘
LV3ハイパーコンボ「鬼覚醒」では鬼武者に変身し、スーパーアーマー状態になる。また鬼覚醒時、赤い魂を7つ集めることで専用のハイパーコンボ「鬼薙ぎ」が発動できる。変身中はBGMも変化するため、彼のみテーマ曲が2曲用意されている。
リーチはかなり長いがほとんどの技に大きな隙がある。一時的にスーパーアーマー状態になれる技を多く持つため、相手の攻撃に強引に割り込める。
『ULTIMATE ALL-STARS』ではLV3ハイパーコンボ「鬼覚醒」が大幅に強化された。通常技でもガード中の敵の体力を削ることができ、魂の吸収率も上がっている。
ロック・ヴォルナット（ロックマンDASH）
声：田中真弓
キャッチコピー：無限の勇気 /  オリジナルゲーム：コブンは何体?
必殺技は大半が特殊武器攻撃と武器チェンジとなっており、マシンガンアーム、ドリルアーム、シールドアームの3種類の武器を使い分けることができる（非装備で戦うことも可能）。
またロックバスターは原作ではなく『MvC』シリーズで登場した初代ロックマンの「ボタンを押している時間に比例してヒット数が増加する」性能に準じている。
LV3ハイパーコンボは「MAXシャイニングレーザー」。ボタン連打によりヒット数が上昇し、また落下してきた相手へ追撃が可能。
PTX-40A（LOST PLANET EXTREME CONDITION）
声：なし
キャッチコピー：白銀の戦騎 / オリジナルゲーム：AK殲滅ミッション
ゴールドライタン同様に体が大きいため、タッグを組まずに単体で戦う。動きは緩慢だが常にスーパーアーマー状態であり、ほとんどの攻撃を受けてもひるまない。コマンド投げやロック技が通用するのもゴールドライタンと同様。ゴールドライタンに比べ、中・遠距離戦を得意とする。
LV3ハイパーコンボは「L-P」。正式名称は「L-P-9999 / Yuri」で、厳密にはPTX-40Aとは別機体。
ロール（ロックマン）
声：五十嵐裕美
キャッチコピー：鋼のお手伝いロボット / オリジナルゲーム：ロールちゃんの大掃除
『MvC』シリーズでは『ロックマン8』の姿で登場していたが、本作では初期のデザインにリファインされ、キャラクター性能や必殺技も一新されている。
他のキャラクターはKOされた後その場に横たわるが、彼女は他のキャラクターと異なり、ロックマンシリーズと同様のやられ効果音と共に消滅する。
テーマ曲「風よ伝えて… '08」は、テーマ曲の中で唯一のボーカル付きである。フル収録されており、デフォルトの対戦時間内にすべてを聴くのは不可能となっている。『ULTIMATE ALL-STARS』では流れなくなったが、代わりにロールを使用してアーケードモードをクリアすると、スタッフロールで英語版の「Where The Wind Blows」が流れる。
リーチが極端に短いものの当たり判定が小さいため攻撃が当たりづらい。また全キャラクター中唯一、体力を回復できる技を持つ。なおこの技は落ちてくるライフ回復アイテムに触ることで横取りが可能だが、ゼロなどメカに関連するキャラクターの場合回復できるが人間キャラクターは逆にダメージを受ける。
『ULTIMATE ALL-STARS』では必殺技「ロールばっしゃー」の性能が強化され、トラップ技としてさらに扱いやすくなった。また、通常技からエリアルレイヴへとつなげることも可能に。
LV3ハイパーコンボは「…たいへんっ!」。

#### Wii版追加キャラクター
想鐘サキ（クイズなないろDREAMS 虹色町の奇跡）
声：本名陽子
キャッチコピー：地球防衛系彼女 / オリジナルゲーム：隕石群を破壊せよ
『MvC』ではスペシャルパートナーとして登場しているが、プレイヤーキャラクターとしての登場はこれが初。
機動力が非常に低く技の隙も大きいが、数々の強力な飛び道具でカバーする。
LV3ハイパーコンボは「史上最大の戦略」。カウンター技となっている。
ビューティフル ジョー（ビューティフル ジョー）
声：川田紳司
キャッチコピー：ヤバい位にVIEWTIFUL / オリジナルゲーム：ビューティフルショット
他ゲームに出演するのは今作が初めて。『ビューティフル ジョー』および『ビューティフル ジョー2』のアクションが再現されている（他のシリーズ作品で登場したアクションは使用しない）。ハイパーコンボではシルヴィアが登場し、共にシックスキャノンを放つ。なおシルヴィアは彼のアニメーションムービーにも登場する。
LV3ハイパーコンボは「スロー&ズーム」。

#### ULTIMATE ALL-STARS追加キャラクター
フランク・ウェスト（DEAD RISING）
声：ピーター・ヴァン・ガーム（Peter Von Gomm）
キャッチコピー：超人カメラマン
隙は大きいが数々の奇想天外な攻撃はかなりパワフル。ゾンビを呼び出すこともでき、相手の足を止めたり他の必殺技で打撃や飛び道具に使用したりと用途は広い。
LV3ハイパーコンボは全キャラクターの中で唯一、2種類装備されており、相手が通常キャラクターである場合は「ファニーフェイスクラッシャー」が、巨大キャラクターである場合は「ビッグエクスプロージョン」が発動される。
ゼロ（ロックマンX）
声：置鮎龍太郎
キャッチコピー：真紅の疾風
オーソドックスな性能。各種通常技はリーチとスピードを兼ね備え、必殺技も飛び道具・対空・移動技とバランスよく取り揃えているが、反面体力はかなり低い。やられるとロール同様の効果音を残して消滅する。
LV3ハイパーコンボは「ダークホールド」。

#### ボスキャラクター
常闇ノ皇（大神）
声：なし
キャッチコピー：全てを滅ぼすもの
アーケードモードの最後に立ち塞がる。倒すごとに三段階まで姿が変化する。「ロック技」をも無効化する強力なハイパーアーマーを持っており、そのためほとんどのキャラクターのLV3ハイパーコンボが通用しない。プレイヤーキャラクターとして使用することはできない。
第一形態は球体の姿で、槌や鋸で攻撃を仕掛けてくる（原作の第一形態の姿）。
第二形態は球体から手足が生えてカラクリ人形のように二足歩行を始める。二本の腕を鞭のように振るって攻撃してくる（原作の第四形態の姿）。『ULTIMATE ALL-STARS』では判定が強化されている。
第三形態は球体の裂け目から巨大な手の形が現れ、掴む・殴る・竜巻を起こすといった攻撃を仕掛けてくる（原作の最終形態の姿）。この形態での戦闘時には、原作と同じく「太陽は昇る」がBGMとして流れる。

### エンディングゲストキャラクター
この他にも、各キャラクターのエンディングには様々な作品から数多くのキャラクターがゲスト出演しており、タツノコ、カプコンサイドを問わず様々なやり取りを見せている。また、Wii版『CROSS GENERATION OF HEROES』ではアニメーションムービーも流れる。
タツノコ作品からゲスト出演しているのは『科学忍者隊ガッチャマン』の科学忍者隊のメンバー（燕の甚平とみみずくの竜）のみ（『ULTIMATE ALL-STARS』では『タイムボカンシリーズ』の歴代三悪も出演）だが、カプコン作品からの出演は非常に多く、『サイバーボッツ』のデビロット姫一味やサンタナ・ローレンス、『ウォーザード』のハウザーを始めとし、『キャプテンコマンドー』、『超鋼戦紀キカイオー』、『スターグラディエイター』、『19XX -THE WAR AGAINST DESTINY-』、『魔界村』、『パワード ギア』、『ヴァンパイア』、『私立ジャスティス学園』、『ロックマン』、『新 鬼武者 DAWN OF DREAMS』、『LOST PLANET EXTREME CONDITION』、『クイズなないろDREAMS 虹色町の奇跡』、さらに『ULTIMATE ALL-STARS』では『DEMENTO』、『DEAD RISING』、『ロックマンX』といった数多くの作品から多数のキャラクターがゲスト出演している。

## ステージ
以下、（）内は登場作品。

### アーケード版
- ギャラクター基地（科学忍者隊ガッチャマン）
- ヤッターマン基地（タイムボカンシリーズ ヤッターマン）
- アーンスランド城（ヴァンパイア）
- 中国の秘境（ストリートファイター）
- 飛空艇 ゲゼルシャフト号（ロックマンDASH）
- 豪雨のゲゼルシャフト号（ロックマンDASH）
- 桜舞う醍醐寺（新 鬼武者 DAWN OF DREAMS）
- 月夜の醍醐寺（新 鬼武者 DAWN OF DREAMS）
- 廃墟と化した街（新造人間キャシャーン）
- 炎上する廃墟（新造人間キャシャーン）
- アメホン国 ワシンキョウ市（破裏拳ポリマー）
- ギャンブルの街 レスパガス（破裏拳ポリマー）
- 神舟ヤマト最深部（ゲーム『大神』より - 常闇ノ皇戦専用ステージ）

### ULTIMATE ALL-STARS追加ステージ
- トレーニングステージ
- オービタルリング格納庫（宇宙の騎士テッカマンブレード）
- ウィラメッテ・パークビュー・モール（DEAD RISING）

## 楽曲

### BGM
『CROSS GENERATION OF HEROES』ではキャラクターごとにテーマ曲が用意されており、バトル中に交代するたびにBGMが変化する。タツノコキャラクターのテーマ曲は原作アニメの主題歌やBGMのアレンジとなっており、以下の楽曲が使用されている。
タツノコキャラクター
| キャラクター     | テーマ曲                 | 原作                                  | 作曲者   |
| ---------------- | ------------------------ | ------------------------------------- | -------- |
| 大鷲の健         | ガッチャマンの歌         | 科学忍者隊ガッチャマン                | 小林亜星 |
| キャシャーン     | たたかえ!キャシャーン    | 新造人間キャシャーン                  | 菊池俊輔 |
| テッカマン       | テッカマンの歌           | 宇宙の騎士テッカマン                  | 小林亜星 |
| ヤッターマン1号  | ヤッターマンの歌         | タイムボカンシリーズ ヤッターマン     | 山本正之 |
| ゴールドライタン | 黄金戦士ゴールドライタン | 黄金戦士ゴールドライタン              | 山本正之 |
| ポリマー         | 戦え!ポリマー            | 破裏拳ポリマー                        | 菊池俊輔 |
| ドロンジョ       | ドロンボーのシラーケッ   | タイムボカンシリーズ ヤッターマン     | 山本正之 |
| 鴉               | 鴉 顕在（漆黒の闘い編）  | 鴉 -KARAS-                            | 池頼広   |
| 白鳥のジュン     | 倒せ!ギャラクター        | 科学忍者隊ガッチャマン                | 小林亜星 |
| ハクション大魔王 | ハクション大魔王の歌     | ハクション大魔王                      | 市川昭介 |
| イッパツマン     | 逆転イッパツマン         | タイムボカンシリーズ 逆転イッパツマン | 山本正之 |
カプコンキャラクター
| キャラクター          | テーマ曲                                        | 原作                               | 作曲者   |
| --------------------- | ----------------------------------------------- | ---------------------------------- | -------- |
| リュウ                | RYU STAGE                                       | ストリートファイターII             | 下村陽子 |
| 春麗                  | CHUN-LI Stage                                   | ストリートファイターII             | 下村陽子 |
| バツ                  | 太陽学園高等部屋上                              | 私立ジャスティス学園               | 山本節生 |
| アレックス            | JAZZY-NYC '99                                   | ストリートファイターIII 3rd STRIKE | 奥河英樹 |
| モリガン              | MORRIGAN Stage                                  | ヴァンパイア ハンター              | 岩井隆之 |
| 灰燼の蒼鬼            | 蒼鬼序章 〜 蒼鬼テーマ メインテーマ（鬼覚醒時） | 新 鬼武者 DAWN OF DREAMS           | 深澤秀行 |
| ロック・ヴォルナット  | フラッター号VSゲゼルシャフト号                  | ロックマンDASH                     | 友澤眞   |
| PTX-40A               | Lost Planet                                     | LOST PLANET EXTREME CONDITION      |          |
| ロール                | 風よ伝えて… '08                                 | ロックマン バトル&チェイス         | 小野義徳 |
| 想鐘サキ              | 私に、まかせて! 〜 サキのテーマ                 | クイズなないろDREAMS 虹色町の奇跡  |          |
| ビューティフル ジョー | Joe The Hero                                    | ビューティフルジョー               | 杉森雅和 |

## TATSUNOKO VS. CAPCOM ULTIMATE ALL-SHOOTERS
『ULTIMATE ALL-STARS』に収録されている縦スクロールシューティング。前作のPTX-40Aのミニゲーム「AK殲滅ミッション」をさらに発展させたものである。

### システム
道中に立ちはだかるエイクリッドを倒しながら進み、ステージの最後に待ち受けるボスを倒せばステージクリア。全4ステージで、ステージ内で獲得した点数に応じて次のステージの種類が決まる。

### キャラクター
大鷲の健
通常攻撃は弾速が早くある程度の連射も効くが、リーチがやや短いバードラン。ある程度進むと自機側に戻る。特殊攻撃では連射力の高い羽手裏剣を発射する。
必殺技は「科学忍法 火の鳥」。一定時間自機に攻撃判定が発生し、無敵になる。
テッカマンブレード
接近戦タイプ。通常攻撃ではブレードを前に突く攻撃を連射する。特殊攻撃ではブレードを旋回させる。どちらもリーチが極端に短いが、後者は敵の弾をかき消すことができる。
必殺技は「ボルテッカ」。前方に強力なビームを照射する。
リュウ
通常攻撃は波動拳。攻撃力が高く、敵や障害物に当たっても消滅しないが連射性能がかなり悪い。特殊攻撃は上段足刃蹴り。蹴った時に相手がやられた場合は強力な弾へと変化し、蹴った方向に突き進む。
必殺技は「真空竜巻旋風脚」。一定時間自機に攻撃判定が発生し、無敵になる。
PTX-40A
前作のプレイヤーキャラクターだけあってシューティングゲームのキャラクターとしてはオーソドックスな性能を持つが、体格がやや大きく、敵の攻撃を喰らいやすい。通常攻撃はマシンガン。特殊攻撃はショットガン。どちらも高性能だが敵や障害物に当たると消滅する。
必殺技は両の砲門からミサイルを乱射する。

## スタッフ
- プランニングディレクター - 新妻良太[7]、臼間剛[7]、亀井康孝[7]、Shinji Ueda、Neo_G（石澤英敏）
- シナリオライター - 臼間剛
- シナリオスーパーバイザー - 村田治生
- バックグラウンドスーパーバイザー - 佐渡敬、大西嘉美、堀之内健、河野禎則、竹下博信、SARU
- メインプログラマー - 遠矢龍平[7]、松尾知己[8]
- デザインチーフ - 亀井康孝[7]、友利哲也[8]
- トータルデザインスーパーバイザー - SHOEI（岡野正衛）、奈良裕之、日暮竜二[8]
- サウンドディレクター - 遠藤正之[7]、大野博司[8]
- サウンドデザイン - 遠藤正之、中岡将二郎[7]、大久保悟[8]
- ミュージックコンポーザー - 前澤之伯（ピクニック）、misao
- ボイスレコーディング - STUDIO MAUSU
- レコーディングディレクター - 納谷僚介
- ゼネラルマネージャー - 藤沢知徳、小野義徳[7]
- デフォルメキャラデザイン - 北沢直樹（FURIKAKE PRODUCTS）
- メインイラストレーション - 森気楼
- エンディングイラストレーション - ウドン・エンターテインメント[8]
- プランニングスーパーバイザー - 吉田昇一（竜の子プロダクション）
- プロデューサー - 新妻良太

## 主題歌

### CROSS GENERATION OF HEROES
オープニングテーマ「across the border」
作詞：丹下桜 / 歌：asami
ロールのテーマソング「風よ伝えて… '08」
作詞・作曲：小野義徳 / 歌：asami
Wii版エンディングテーマ「天国と地獄」

### ULTIMATE ALL-STARS
オープニングテーマ「Across the Border 2010」
作詞：Miguel E. Corti、James C. Wilson / 歌：Anna Gholston with James C. Wilson
ロール専用エンディングテーマ「Where The Wind Blows」
作詞：Miguel E. Corti / 作曲：小野義徳 / 歌：Anna Gholston
エンディングテーマ「天国と地獄」

## 関連イベント
2008年11月3日に、品川インターシティホールでカプコンの対戦格闘ゲームのイベント「カプコン大格闘祭〜俺より強い奴に会いに行く2008〜」が開催され、Wii用ソフト『タツノコ VS. CAPCOM CROSS GENERATION OF HEROES』やPlayStation 3 / Xbox 360用ソフト『ストリートファイターIV』、PlayStation 2用ソフト『Fate/unlimited codes』がプレイできた他、『タツノコ VS. CAPCOM』や『ストリートファイターIV』の声優陣を招いてのステージイベントなどが行われた。
2017年4月21日から5月7日まで、アクアシティお台場で「タツノコ VS. カプコン お台場タッグイベント」の企画としてタツノコとカプコンの選抜48キャラクターを対象とした「キャラクター人気総選挙」が行われた。『タツノコ VS. CAPCOM』シリーズには登場しないキャラクターも対象になっており、1位にはタツノコキャラクターの真中らぁら（『プリパラ』）が選ばれた。